# Apnée no limit
L'apnée no limit est une discipline de l'apnée en poids variable dans laquelle la propulsion est libre, la seule contrainte étant de disposer d'une mesure verticale de la profondeur. L'apnéiste descend avec une gueuse mais, à la différence des autres disciplines en poids variable, remonte avec un ballon gonflé d'air, ou par tout autre moyen, par exemple un câble.
La gueuse est un appareil lesté pesant entre quinze et trente kilogrammes, fixé sur le câble et pouvant se déplacer verticalement. Selon le type de gueuse, la descente peut être contrôlée par un frein. La remontée est possible grâce à un parachute, un ballon rempli par l'apnéiste avec une bouteille d'air comprimé fixée à la gueuse.
Rendue populaire par le film Le Grand Bleu (réalisé par Luc Besson et sorti en salles en 1988) cette discipline permet les descentes les plus profondes. Elle requiert également une infrastructure importante, avec une équipe assurant la sécurité autant en surface qu'en profondeur. Il s'agit en effet, avec l'apnée statique, d'une des deux disciplines qui représentent l'essentiel des accidents et des décès en apnée sportive. Ses records ne sont plus reconnus par aucune fédération d'apnée qui refusent d'organiser des compétitions d'apnée no limit.

## Records
Pendant longtemps, les records en no limit n'ont pas été homologués, la fédération refusant de valider les records de cette discipline jugée trop dangereuse. Ils font désormais l'objet d'homologations par l'Association internationale pour le développement de l'apnée (AIDA) jusqu'en 2007. Tous les records masculins sont des records absolus. Jusqu'à la plongée à 162 m de Loïc Leferme le 20 octobre 2002, le record de Tanya Streeter le 17 août 2002 fut le seul record absolu détenu par une femme. Le 12 octobre 2002, Audrey Mestre atteint la profondeur de 171 m en République Dominicaine, mais décède lors de la remontée, à la suite d'un problème technique sur le ballon. La Fédération internationale de plongée libre (International Association of Freedivers, IAFD), créée en 1997 par Francisco Ferreras (dit Pipin), recordman no limit et mari d'Audrey Mestre, a reconnu à titre posthume son record de 166 m réalisé lors de l'entrainement quelques jours avant sa mort, le 9 octobre 2002. L'AIDA n'a toutefois pas validé ce record. Le 6 juin 2012, Herbert Nitsch tente un nouveau record en Grèce. Il a obtenu un nouveau record du monde à 253 m en dehors de la fédération AIDA, mais il a un accident de décompression dix minutes après la remontée.

### Records masculins
- Évolution du record du monde avant la création de l'AIDA :
  - 105 m par Jacques Mayol en 1983 ;
  - 112 m par Francisco Ferreras dit Pipin, 1989 ;
  - 115 m par Francisco Ferreras, 1991 ;
  - 118 m par Umberto Pelizzari, le 26 octobre 1991 ;
  - 120 m par Francisco Ferreras, 1992, égalant ainsi le record fictif du film Le Grand Bleu, sorti en 1988[5]) ;
  - 123 m par Umberto Pelizzari, en octobre 1993 ;
  - 125 m par Francisco Ferreras, en novembre 1993.
- Évolution du record du monde depuis la création de l'AIDA :
  - 131 m par Umberto Pelizzari, 1996 ;
  - 137 m par Loïc Leferme, France, le 5 juin 1999 ;
  - 150 m par Umberto Pelizzari, le 24 octobre 1999 ;
  - 152 m par Loïc Leferme, France, en 2000 ;
  - 162 m par Francisco Ferreras, en 2000 (non homologué) ;
  - 162 m par Loïc Leferme, France, le 20 octobre 2002 ;
  - 170 m par Francisco Ferreras, en 2003 (non homologué) ;
  - 171 m par Loïc Leferme, France, le 30 octobre 2004 ;
  - 172 m par Herbert Nitsch, Autriche, le 2 février 2005 ;
  - 183 m par Herbert Nitsch, Croatie, le 28 août 2006 ;
  - 185 m par Herbert Nitsch, Grèce, le 13 juin 2007 ;
  - 214 m par Herbert Nitsch, établi en Grèce le 14 juin 2007.
- Record reconnu uniquement par le Livre Guinness des records mais par aucune fédération officielle d'apnée en raison d'un accident de décompression :
  - 253 m par Herbert Nitsch, établi en Grèce le 6 juin 2012[6].
- Autre record non homologué :
  - 209 m par Patrick Musimu, Égypte, le 30 juin 2005.

### Records féminins
- Évolution du record du monde[7] :
  - 110 m Déborah Andollo, Cuba, en mai 1996 ;
  - 113 m Tanya Streeter, le 7 mai 1998 ;
  - 130 m Audrey Mestre, États-Unis, le 19 mai 2001[8] ;
  - 136 m Mandy-Rae Cruickshank, le 23 septembre 2001 ;
  - 160 m par Tanya Streeter, Îles Turques-et-Caïques, le 17 août 2002 ;